# Jacoba Maria Majofski
Jacoba Maria (Koosje) Majofski, later Naret Koning-Majofski (Amsterdam, 3 februari 1807 – Den Haag, 21 maart 1847), was een Nederlandse toneelspeelster.
Jacoba Maria Majofski was een telg uit een echte toneeldynastie. Haar vader was de in die tijd bekende toneelspeler Theo Majofski, die ook een tijdlang het beleid mede-bepaalde aan de stadsschouwburg van Amsterdam. Koosjes moeder was de actrice Johanna Adams, dochter van Jo Adams, eveneens leider van een toneelgezelschap. Koosje was waarschijnlijk het negende van minstens tien kinderen. Getuige bij haar doop was Jacoba Sardet-Wouters, eveneens een bekende actrice. Koosje Majofski begon al vroeg met toneelspelen, evenals haar zussen Louise en Annemie. Op vijfjarige leeftijd speelde ze haar eerste kindrol op het toneel van de Amsterdamse schouwburg, waar haar vader een jaar eerder mededirecteur was geworden (samen met zijn vriend en zwager Andries Snoek en de steractrice Johanna Cornelia Wattier).
In 1823 trouwde de zestienjarige Koosje Majofski met de welgestelde koopman en weduwnaar Karel Naret Koning (1784-1845). Met hem kreeg ze zes kinderen, waaronder de latere violist en concertmeester Johann Naret-Koning. Het was in die tijd zeer ongebruikelijk dat gehuwde vrouwen doorwerkten, maar als actrice werd daar minder zwaar aan getild. Onder de naam van haar man werd Naret Koning-Majofski een van de bekendste actrices van haar tijd. Ze speelde zowel klassieke als vaudevillerollen, terwijl ze ook in opera's zong. De blijspelen betroffen vaak Nederlands geschreven stukken, waarin ze vaak in de hoofdrol schitterde. In 1833 droeg de acteur en schrijver (later schouwburgdirecteur) Roobol zijn nieuwe blijspel De huwbare dochter op aan Koosje Naret Koning-Majofski die hij omschreef als "de zanggodin der vaudeville".
Volgens sommige theatercritici heeft ze als rustige, stijlvolle actrice nooit de kans gekregen haar talent ten volle te benutten. De klassieke bloeiperiode van het Amsterdamse toneel (1795-1820) was voorbij en Naret Koning-Majofski zou veel last hebben gehad van de heerszuchtige vrouw van de toenmalige schouwburgdirecteur, de actrice Mimi Engelman-Bia, die alle hoofdrollen voor zich opeiste. In 1846, een jaar na het overlijden van haar man, vertrok ze met haar vier overgebleven kinderen naar de Koninklijke Schouwburg in Den Haag. Hier schitterde ze korte tijd naast haar mannelijke tegenspeler Anton Peters, maar een jaar later overleed ze.
Koosje Majofski was een ontwikkelde vrouw die veel correspondeerde met bekende letterkundigen. Justus van Maurik was zeer over haar te spreken en schreef na haar overlijden: "Mevrouw Naret Koning was de grootste toneelspeelster, die ik ooit heb gezien. Haar spel was natuur, geheel natuur, zonder enig effectbejag. Die vrouw verplaatste zich volkomen in de persoon, die zij moest voorstellen."
In de portrettencollectie van de Stadsschouwburg Amsterdam bevinden zich twee portretten van haar, een van een onbekende schilder en één postuum schilderij van Matthieu Wiegman.